# Špičák u Krásného Lesa
Der Špičák (deutsch Sattelberg, seltener auch Schönwalder Spitzberg) ist ein Berg im östlichsten Erzgebirge in Nordböhmen (Tschechien) unweit der Grenze zu Deutschland.

## Lage
Der Špičák liegt im oberen Osterzgebirge unweit von Petrovice direkt an der Grenze zu Deutschland. Am Fuße befindet sich das zu Petrovice gehörende kleine Dorf Krásný Les (Schönwald) sowie auf deutscher Seite die zur Stadt Bad Gottleuba-Berggießhübel gehörige Gemeinde Oelsen. Unmittelbar am südlichen Abhang verläuft die Autobahn D8 von Prag nach Dresden.

## Naturraum
Der Gipfel des Špičák besteht aus Basalt, welcher die darunterliegenden Quadersandsteinschichten im Tertiär durchstoßen hat. Der Basalt tritt am Špičák sowohl in Form von Basaltsäulen als auch in Form von Blockhalden auf. Diese bedecken die Bergabhänge in Richtung Süden und Nordwesten. Am Osthang des Špičák blieben hingegen die Sandsteinschichten als 10 Meter hohe Felsenklippe erhalten.
Mit seiner markanten Form erhebt sich der Špičák als weithin sichtbare Kuppe über die Hochflächen des Osterzgebirges und ist dadurch insbesondere von Norden aus weithin sichtbar. Der Berg bildet die deutlichste Landmarke zwischen dem Geisingberg und dem Děčínský Sněžník (Hoher Schneeberg).
In der zweiten Hälfte des 20. Jahrhunderts fielen die ursprünglich auf dem Špičák wachsenden Fichten weitgehend den von den Braunkohlekraftwerken im Nordböhmischen Becken ausgestoßenen Schadstoffen zum Opfer (Waldsterben). Heute dominieren hier Ebereschen und Sandbirken, am Südhang besteht zudem ein kleines Vorkommen von Rotbuchen. Die Bergspitze selbst ist ebenso wie die Basaltblockhalden weitgehend frei von jeglichem Bewuchs.
Die ehemals artenreichen Bergwiesen am Fuß des Berges liegen seit mehreren Jahren brach und sind infolge von fortschreitender Verfilzung und Verbuschung betroffen. In Restbeständen finden sich hier noch Vorkommen von Sibirischen Schwertlilien, Kriech-Weiden, Breitblättrigen Kuckucksblumen und Trollblumen. Diese typischen Bergwiesenpflanzen werden jedoch zunehmend vom Wolligen Honiggras verdrängt.
Der Špičák liegt im Naturpark Východní Krušné Hory (Östliches Erzgebirge), welcher 1995 geschaffen wurde. Der Berg steht zudem als Naturreservat unter besonderem Schutz.

## Geschichte
Im Zuge der Königlich-Sächsischen Triangulation wurde auf dem Špičák im Oktober 1865 die Station 2. Ordnung Nr. 58 errichtet. Davon zeugt heute noch der Rest des Sockels des ehemaligen Festpunktes. An der Ostseite des Gipfels befand sich seit 1907 eine kleine Gastwirtschaft, die jedoch nach 1945 verfiel. Von dem Gebäude blieben nur die Grundmauern erhalten.
Das Bergkreuz auf dem Gipfel wurde ebenfalls nach dem Zweiten Weltkrieg zerstört. 2005 wurde auf dem erhaltenen Sockel ein eisernes Kreuz angebracht. Dieses wurde im Oktober 2014 durch das rekonstruierte Sandsteinkreuz ersetzt.

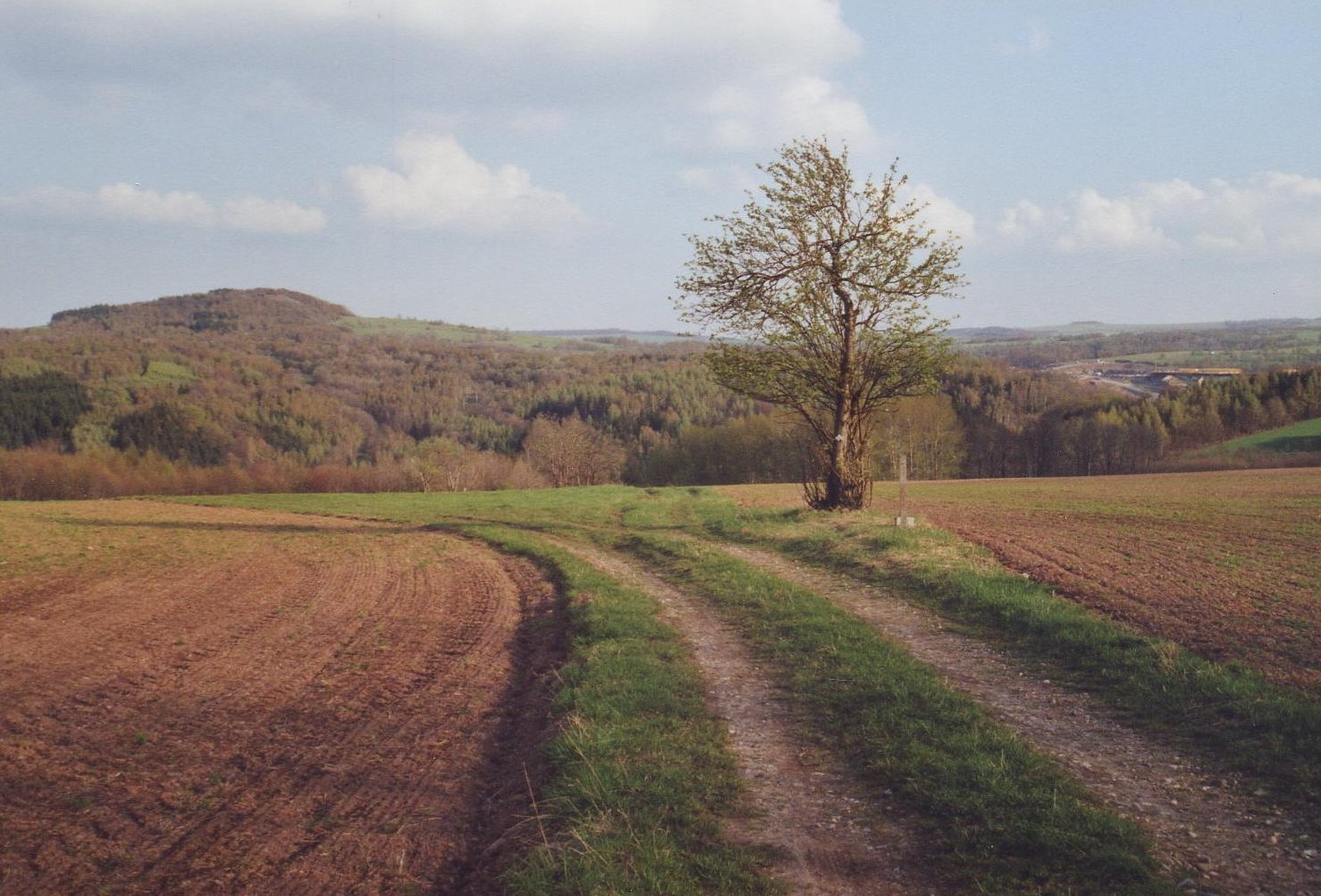
Blick von der Hochfläche der Alten Dresden-Teplitzer Poststraße nahe Breitenau über das Gottleubatal zum Špičák, rechts ist die Baustelle der Autobahn D8 von Prag nach Dresden zu sehen (Aufnahme von 2006)
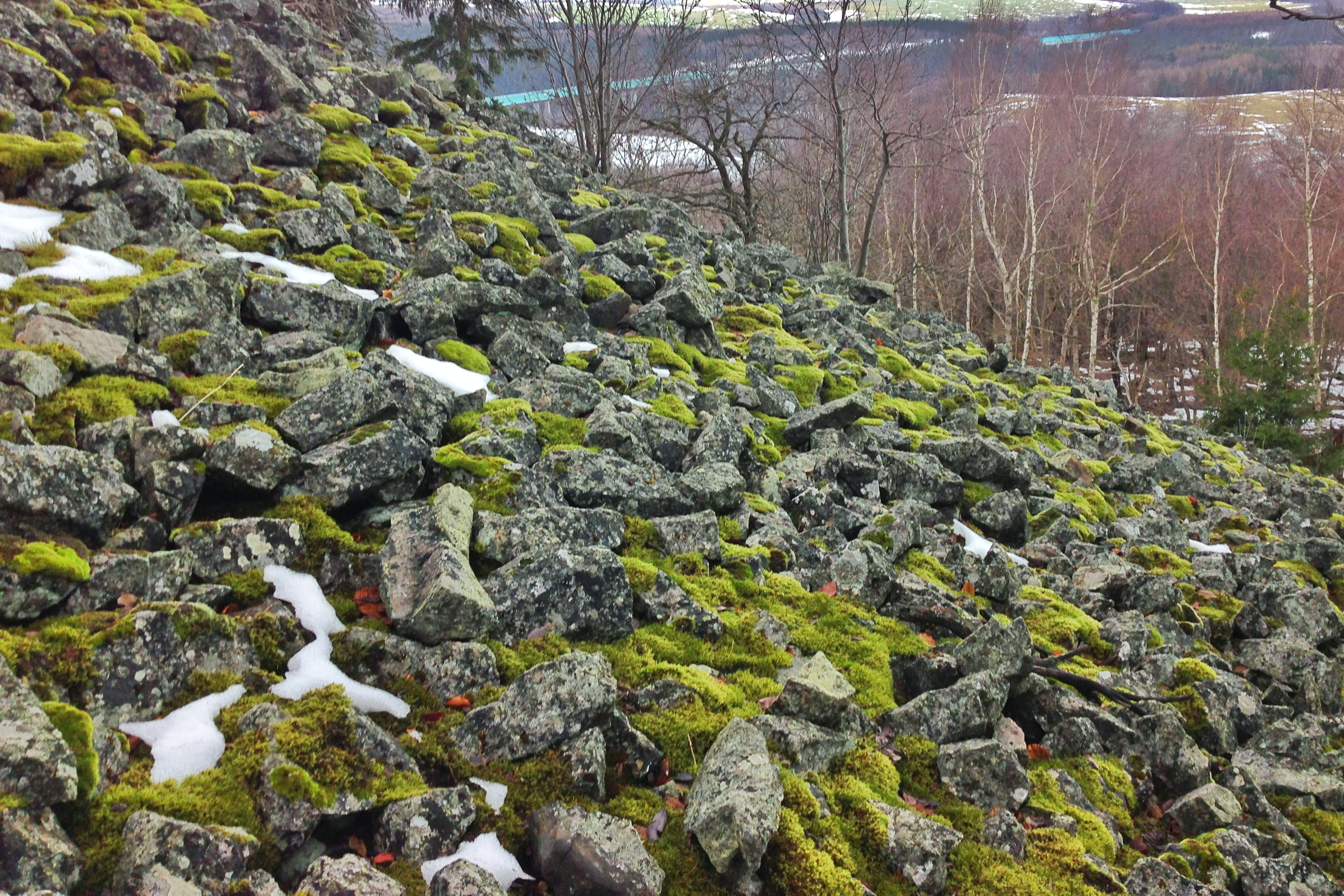
Basaltblockhalde im Gipfelbereich
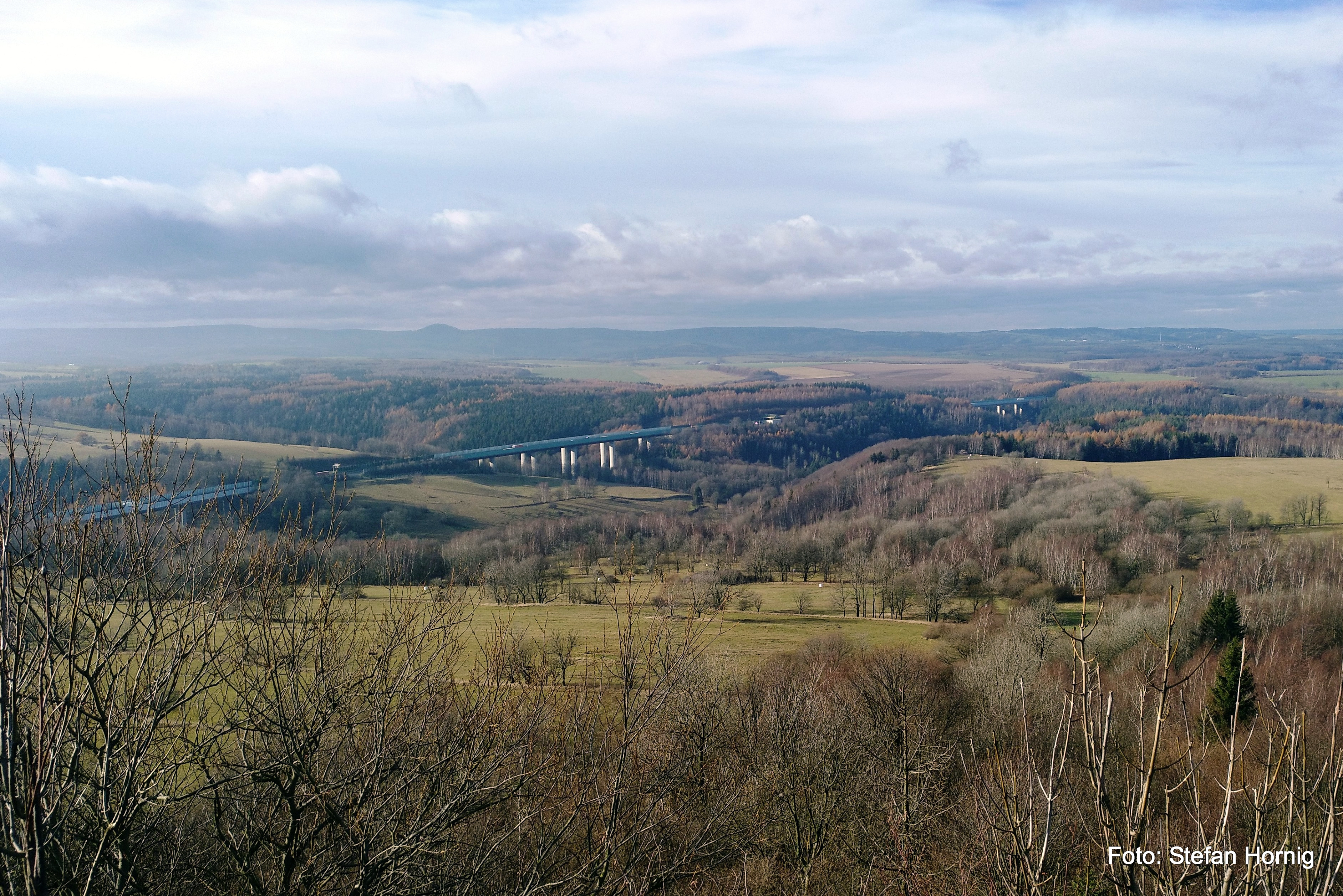
Aussicht vom Gipfel in Richtung Westen über die Kammfläche des Osterzgebirges, in der Bildmitte die Grenzbrücke über den Schönwalder Bach der A17, am Horizont halblinks die Kuppe des Geisingberges
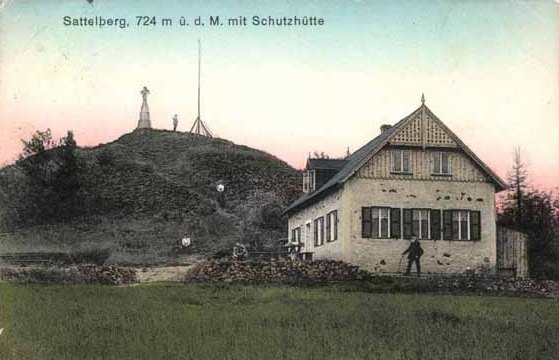
Historische Ansicht der Gastwirtschaft an der Ostseite des Gipfels (Aufnahme um 1910)
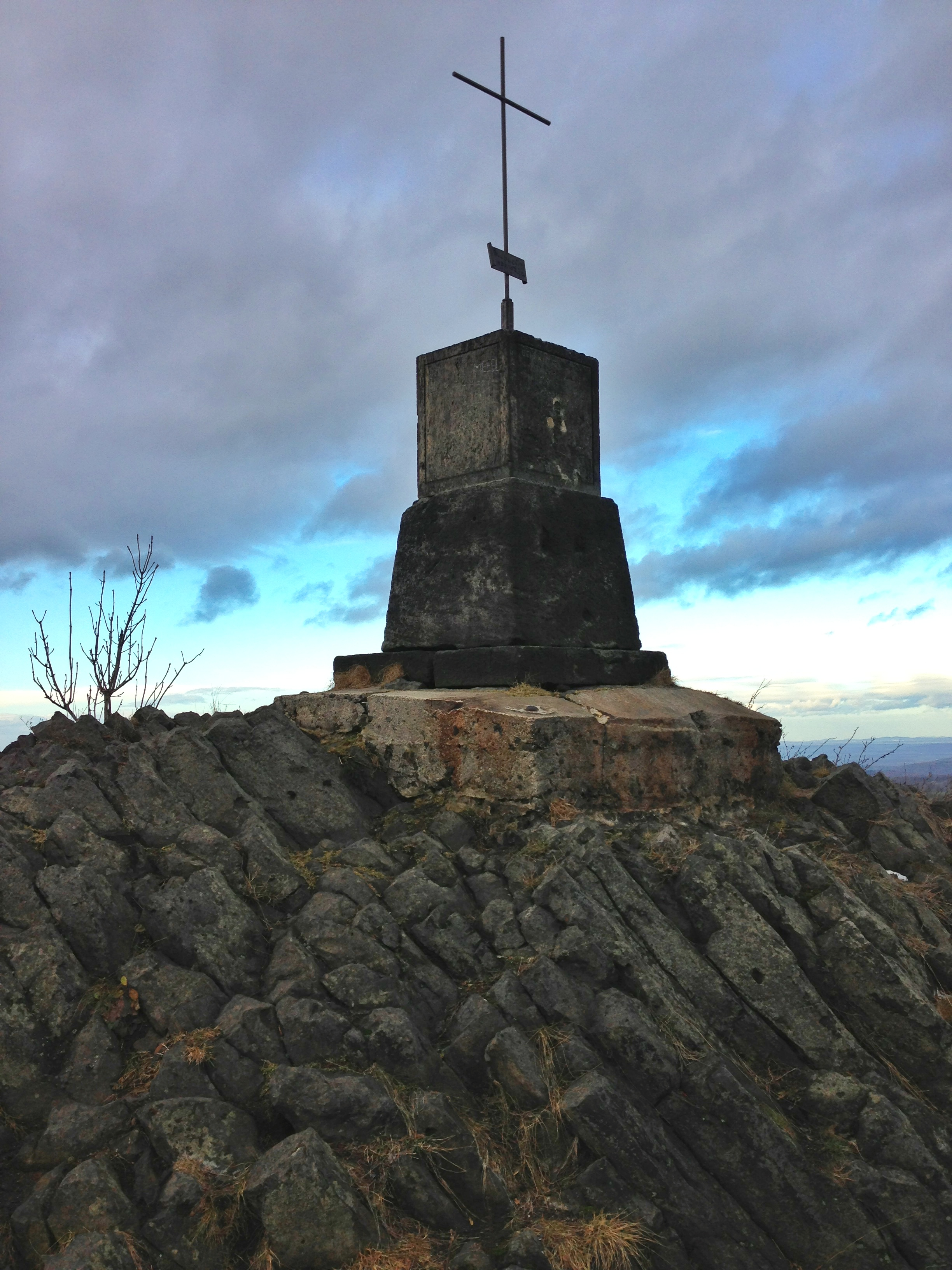
Basaltsäulen am Gipfelkreuz (Aufnahme von 2012 vor Wiedererrichtung des originalen Sandsteinkreuzes)
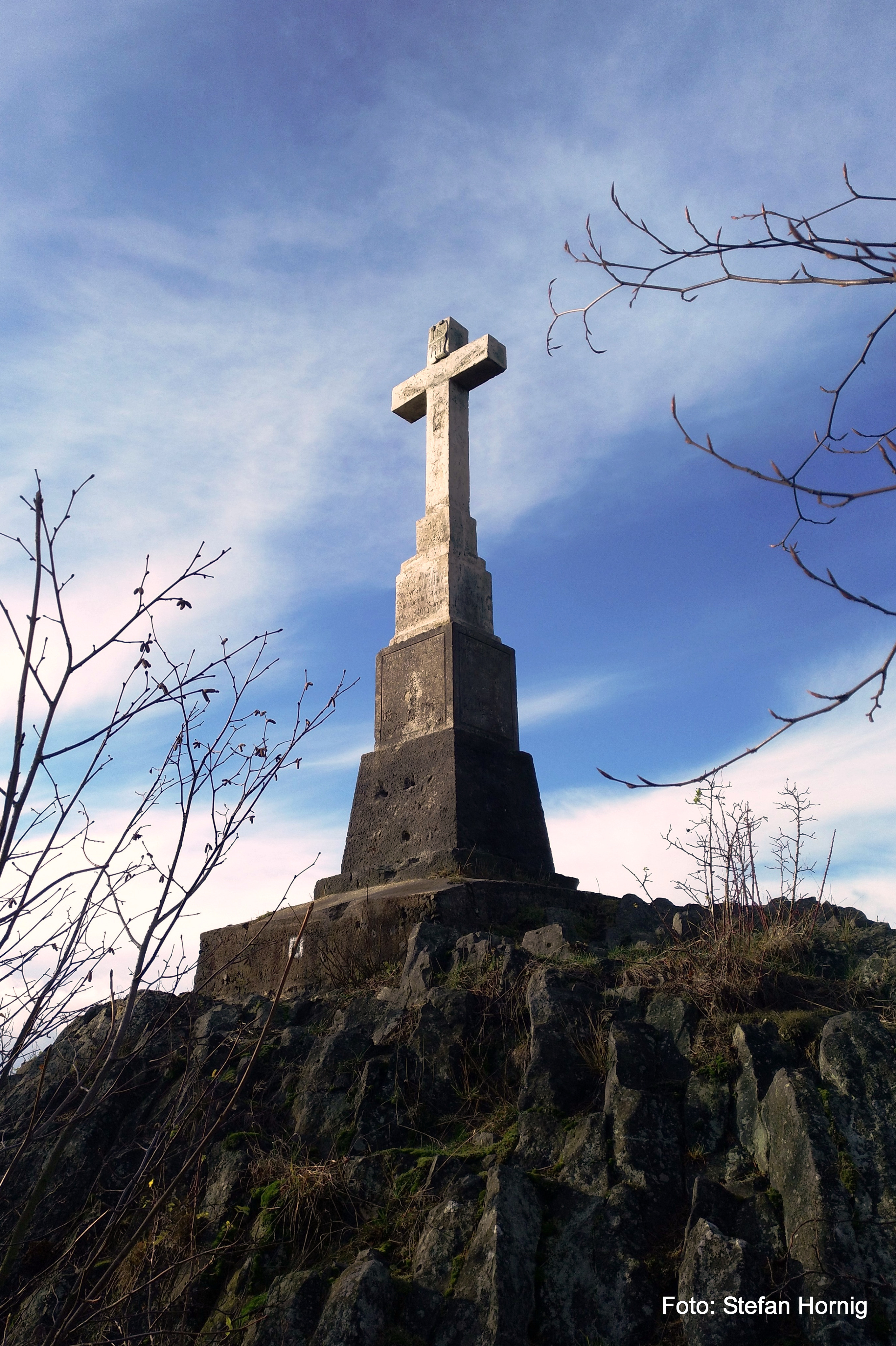
Wiedererrichtetes Bergkreuz auf dem Gipfel (Aufnahme von 2019)

## Entstehung des Namens
Der deutsche Name Sattelberg wurde von seiner markanten doppelgipfeligen Form abgeleitet, der tschechische Name ist eine Übersetzung von Schönwalder Spitzberg.

## Wege zum Gipfel
Mögliche Ausgangspunkte für einen Besuch des Berges sind sowohl Oelsen als auch Krásný Les. Von Oelsen ist der Weg über die Oelsener Höhe zum Sattelberg etwa 2,8 Kilometer lang. Von Krásný Les aus sind es ca. 2,5 Kilometer. Der Wanderweg führt am Westhang des Berges vorbei. Der Aufstieg zum Gipfel erfolgt von dort aus über einen ca. 350 Meter langen unmarkiertem Pfad.

## Aussicht
Von der Basaltklippe auf dem Gipfel bietet sich eine umfassende Aussicht auf das Osterzgebirge, das Erzgebirgsvorland, das Dresdner Elbtal und die Tafelberge des Elbsandsteingebirges. Der Blick nach Osten ist durch Vegetation verdeckt.
Den Nahbereich dominiert seit 2006 die Autobahn Dresden-Prag, die den Berg umrundet und dabei die Zuflüsse der Gottleuba auf mehreren großen Talbrücken überquert.